# Le Mêle-sur-Sarthe
Le Mêle-sur-Sarthe là một xã trong tỉnh Calvados, thuộc vùng hành chính Normandie của nước Pháp, có dân số là 778 người (thời điểm 1999).

## Nhân khẩu học
| 1962 | 1968 | 1975 | 1982 | 1990 | 1999 |
| ---- | ---- | ---- | ---- | ---- | ---- |
| 722  | 776  | 769  | 791  | 710  | 778  |